# Winda (gromada)
Winda – dawna gromada, czyli najmniejsza jednostka podziału terytorialnego Polskiej Rzeczypospolitej Ludowej w latach 1954–1972.
Gromady, z gromadzkimi radami narodowymi (GRN) jako organami władzy najniższego stopnia na wsi, funkcjonowały od reformy reorganizującej administrację wiejską przeprowadzonej jesienią 1954 do momentu ich zniesienia z dniem 1 stycznia 1973, tym samym wypierając organizację gminną w latach 1954–1972.
Gromadę Winda z siedzibą GRN w Windzie utworzono – jako jedną z 8759 gromad na obszarze Polski – w powiecie kętrzyńskim w woj. olsztyńskim na mocy uchwały nr 15 WRN w Olsztynie z dnia 4 października 1954. W skład jednostki weszły obszary dotychczasowych gromad Winda, Kiemławki Małe i Rowy oraz miejscowości Skoczewo i Rodele z dotychczasowej gromady Dębiany ze zniesionej gminy Winda  w tymże powiecie. Dla gromady ustalono 12 członków gromadzkiej rady narodowej.
1 stycznia 1958 do gromady Winda włączono wsie Jankowice i Dębiany oraz osadę Gumniska ze zniesionej gromady Ogródki, PGR-y Szczeciniak i Słupek ze zniesionej gromady Solanka, a także wieś Borszyny i osadę Nowe Borszyny ze zniesionej gromady Garbno – w tymże powiecie.
30 czerwca 1968 do gromady Winda włączono wieś Kąpławki oraz przysiółki Plinkajmy i Plinkajmy Małe ze zniesionej gromady Drogosze w tymże powiecie.
Gromada przetrwała do końca 1972 roku, czyli do kolejnej reformy gminnej.